# Snapseed
Snapseed ist eine Fotobearbeitungsanwendung für iOS und Android, mit der Benutzer Fotos bearbeiten und digitale Filter anwenden können. Sie wurde von Nik Software entwickelt und gehört jetzt zu Google.

## Geschichte
Nik Software brachte Snapseed ursprünglich im Juni 2011 für das iPad auf den Markt und wurde von Apple zur iPad-App des Jahres 2011 gekürt. Aufbauend auf dem Erfolg der iPad-Version brachte Nik im August 2011 Snapseed für das iPhone auf den Markt. Später, am 27. Februar 2012, wurde Snapseed für Microsoft Windows angekündigt.
Nach der Übernahme durch Google wurde Snapseed im Dezember 2012 für Android veröffentlicht und die Desktop-Version von Snapseed wurde eingestellt.

## Funktionen
Snapseed-Nutzer können Bilder mit Wischgesten bearbeiten, um verschiedene Effekte und Verbesserungen auszuwählen. Alternativ können sich die Nutzer auch für eine „automatische“ Anpassung von Farbe und Kontrast entscheiden. Snapseed kann den Bearbeitungsverlauf des Nutzers speichern und man kann jeden Bearbeitungsschritt wiederherstellen. Snapseed kann auch Filterkombinationen erstellen und speichern, indem man die Standardfilter und Bearbeitungsfunktionen verwendet. Die Liste der Spezialeffekte und Filter umfasst Drama, Grunge, Vintage, Center-Focus, Frames und eine Tilt-Shift-Funktion (die die Größe von Fotos verändert). Benutzer können auch RAW-Bilder importieren, um eine bessere Qualität zu erzielen. Snapseed 2.0 führte neue Filter wie Lens Blur, Glamour Glow, HDR Scape und Noir ein und formatierte den Werkzeugbereich mit einer klareren Benutzeroberfläche neu.
Bei einer vergleichenden Untersuchung von kostenlos verfügbaren mobilen Apps zur Bildbearbeitung im Jahr 2022 wurde Snapseed von der Stiftung Warentest als einzige Anwendung empfohlen.